# Cesare Battisti
Cesare Battisti (Trento, 4. veljače 1875. – Trento, 12. srpnja 1916.), talijanski iredentist.
Cesare Battisti je rođen u Trentu, gradu na području južnog Tirola u tadašnjoj Austro-Ugarskoj. U gradu je tada prevladavala talijanska zajednica. 1911. godine bio je izabran u austrijski Reichsrat kao zastupnik socijalista, ali se početkom 1. svjetskog rata prebacio na talijansku stranu i borio u njihovim Alpskim postrojbama (Alpini'). 
Austrijska vojska ga je zarobila 10. srpnja 1916. te objesila dva dana kasnije u njegovom rodnom gradu. U Italiji se smatra nacionalnim junakom, a u Trentu mu je izgrađen i spomenik.